# Wales Stream
Koordinaten: 77° 35′ S, 163° 30′ O
Der Wales Stream ist ein Gletscherbach im ostantarktischen Viktorialand. Er fließt vom Wales-Gletscher im Taylor Valley in östlicher Richtung zur Explorers Cove im New Harbour an der Scott-Küste.
Den Namen des Bachs, abgeleitet vom gleichnamigen Gletscher, verwendete der neuseeländische Geologe Burton Murrell (1936–1995) im Jahr 1973. Die Benennung geht laut Murrells Angaben wahrscheinlich auf seine Berufskollegen Harold William Wellman (1909–1999) und Colin George Vucetich (1918–2007) zurück, die im Rahmen einer von 1967 bis 1968 durchgeführten Kampagne im Rahmen der neuseeländischen Victoria University’s Antarctic Expeditions in diesem Gebiet tätig waren.